# Giuseppe Gricci
Giuseppe Gricci (Firenze, tra 1719 e il 1721 – Madrid, ottobre 1771) è stato uno scultore italiano e modellatore di porcellane.

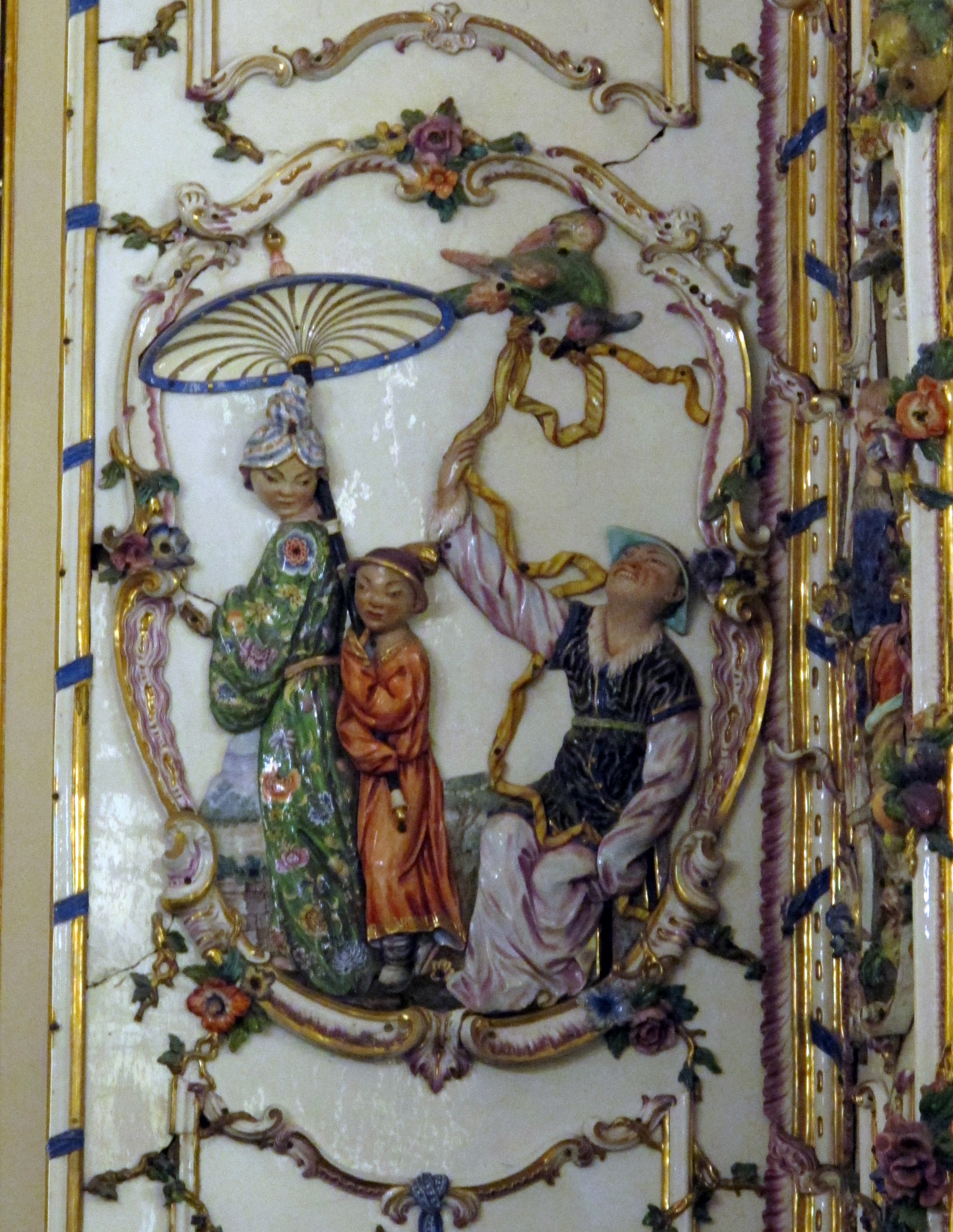
Giuseppe Gricci, particolare della chinoiserie in porcellana del Salottino della regina Maria Amalia (1757-59 circa; Napoli, Reggia di Capodimonte).

Fu "Scultore del Re" presso Carlo di Borbone a Napoli e modellatore capo, sin dalla loro fondazione, delle due manifatture di porcellana da questi create: la Real Fabbrica di Capodimonte (1743) e la Real Fábrica del Buen Retiro (1759) alle porte di Madrid.
Affrescò le navate del Duomo di Livorno, ma il suo lavoro è andato distrutto a causa dei danni inferti dai bombardamenti della seconda guerra mondiale.